# Портрет А. Ф. Керенского (картина Репина)
«Портрет А. Ф. Керенского» был написан русским художником Ильёй Репиным в 1917—1918 годах.
Главным героем портрета является глава правительства России Александр Фёдорович Керенский, пришедший к власти после Февральской революции и пользовавшийся огромной популярностью в народных массах. Исключением не стал и Репин, проживавший в то время в Великом княжестве Финляндском. Художник, который тогда проявлял к Керенскому живейший интерес, впоследствии утверждал, что сразу распознал в нём случайного человека, буквально севшего на императорский трон. Приехав в Петроград, Репин «совершенно неожиданно», по собственному определению, вместе со своим учеником Исааком Бродским попал в кабинет Керенского в Зимнем дворце.
Репин и Бродский вживую сделали несколько набросков с Керенского, но заканчивали портреты по отдельности в своих мастерских, уже после Октябрьской революции, в результате которой Керенский потерял власть. У Репина получилось два портрета, которые он написал на линолеуме, не чураясь экспериментов в живописи. Обе работы, выполненные в свободной, почти импрессионистической или экспрессионистической манере, отличаются некоторыми деталями композиции, но объединены умело раскрытой психологической характеристикой Керенского, в связи с чем кажется, что он таким и был на самом деле.
Первый портрет хранится в Государственном центральном музее современной истории России в Москве, бывшем Музее Революции, для которого был куплен лично Бродским у самого Репина. Второй портрет находится в частной коллекции в России, куда попал с аукциона из архива Техасского университета (США).

## Исторический контекст

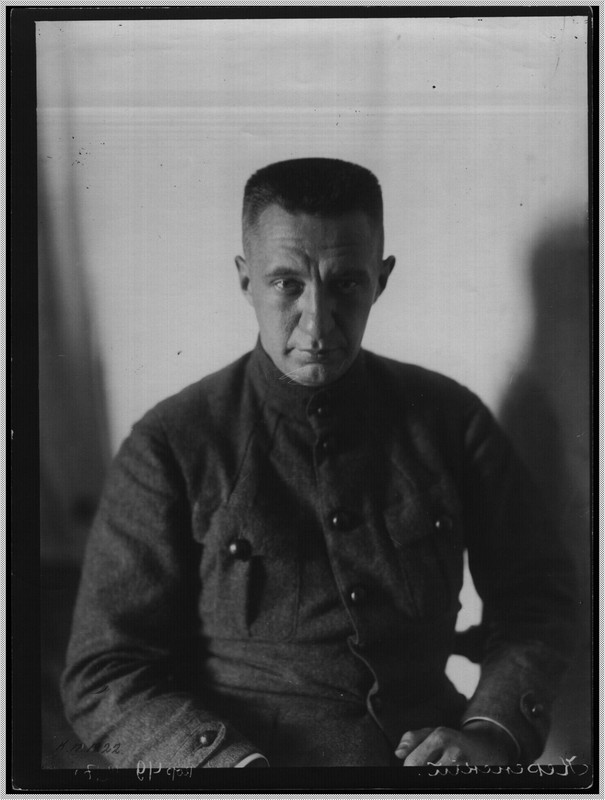
А. Ф. Керенский в 1917 году, фотография П. А. Оцупа

Символом новой России, рождённой в ходе февральской революции 1917 года, был бывший присяжный поверенный, начавший свою юридическую карьеру во время революции 1905 года, депутат IV Государственной Думы Российской империи Александр Фёдорович Керенский. Во Временном правительстве он занимал поочерёдно должности министра юстиции, военного министра, министра-председателя, а в конце концов получил пост верховного главнокомандующего, став в возрасте 36 лет самым молодым ненаследным правителем России в XX веке. Керенский находился на пике своей огромной популярности, в зените политической славы. Он был выдающимся оратором, буквально заводившим как своих слушателей, так и самого себя, вплоть до нервного расстройства, в чём некоторые видели влияние наркотических веществ. Как неудавшийся актёр, он любил и умел нравиться, а тяга к популярности, часто понапрасну подстёгивавшей политические амбиции Керенского, принимала вид болезненной страсти. Владимир Немирович-Данченко писал даже: «Керенский не только сам горит — он зажигает все кругом священным огнем восторга. Слушая его, чувствуешь, что все ваши нервы протянулись к нему и связались с его нервами в один узел. Вам кажется, что это говорите вы сами, что в зале, в театре, на площади нет Керенского, а это вы перед толпою, властитель её мыслей и чувств. У неё и у вас одно сердце, и оно сейчас широко, как мир, и, как он, прекрасно». Именно с Керенским начали связываться надежды на перемены. Летом 1917 года перед Керенским преклонялись многие, исключением не стал и Илья Репин, надеявшийся на то, что именно этот человек спасёт революционную Россию. Впрочем, Лев Троцкий утверждал, что Керенский просто «повис на революции».

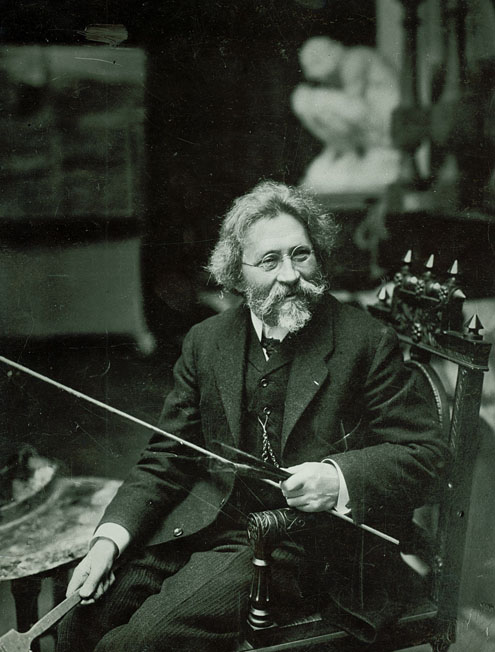
Репин за работой

Ещё с 1903 года Репин, знаменитый жанровый художник и портретист, вместе с любовницей Натальей Нордманн, ради которой он бросил жену и четверых детей, жил в собственноручно обустроенной усадьбе под названием «Пенаты» в посёлке Куоккала на берегу Финского залива в Великом княжестве Финляндском, бывшем тогда в составе Российской империи. Он горячо приветствовал февраль, уничтоживший деспотическое самодержавие и провозгласивший республику, чему он очень радовался. 18 марта 1917 года Репин впервые после революции приехал в Петроград на собрание столичных художников, проходившее в зале совета Академии художеств. Будучи председательствующим собрания вместе с Владимиром Маковским, Репин произнёс несколько жарких речей, с помощью которых добился от собравшихся продолжения существования «Особого совещания при комиссаре над бывшим министерством двора» и создания организации «Союза деятелей пластических искусств», пестуя свою мысль о реорганизации Академии художеств по типу коммуны производственно-учебного типа.
В августе 1917 года, Репин в письме некой даме рассказал об одном из «необыкновенных дней своей жизни»: «Совершенно неожиданно я попал в кабинет Керенского во время заседания Генералитета, собравшегося по экстренному прибытию ген[ерала] Корнилова. Здесь я сподобился видеть и Савинкова, и красавца Терещенко, и ещё несколько лиц, освещавшихся солнцем Керенского. Такой букет не мог не ударить мне в голову. И когда я подымался вверх в столовую по круглой лестнице, у меня уже начинала кружиться голова». Художника пригласили на завтрак, куда он и пошёл со своим альбомом, в котором делал беглые этюды собравшихся: «Такой букет не мог не ударить мне в голову. И когда я подымался вверх, в столовую, по круглой лестнице, у меня начинала кружиться голова. Поместившись, в надежде дорисовать в альбом Корнилова, я увидел входящую Бабушку Русской Революции и перескочил на другую страницу альбома, чтобы набросать с нее» — это и была Екатерина Брешко-Брешковская, которой было адресовано письмо. Дальше Репин рассказывает: «завтрак кончился быстро. Нельзя было похвалиться удачей набросков: в высшей степени интересные лица быстро меняли положение — только с Вашего лица мне удалось чуть-чуть схватить некоторый облик». Примечательно, что после революции Репин резко изменил уклон своего творчества с антимонархического на антисоветский. В связи с этим коллекционер русской живописи Михаил Глазунов, говорил своему племяннику Илье, будущему художнику: «И Репин твой фигура многоликая, чтоб не сказать продажная, то царя бичует, то его рисует, а после него этого прощелыгу Керенского».

## Создание

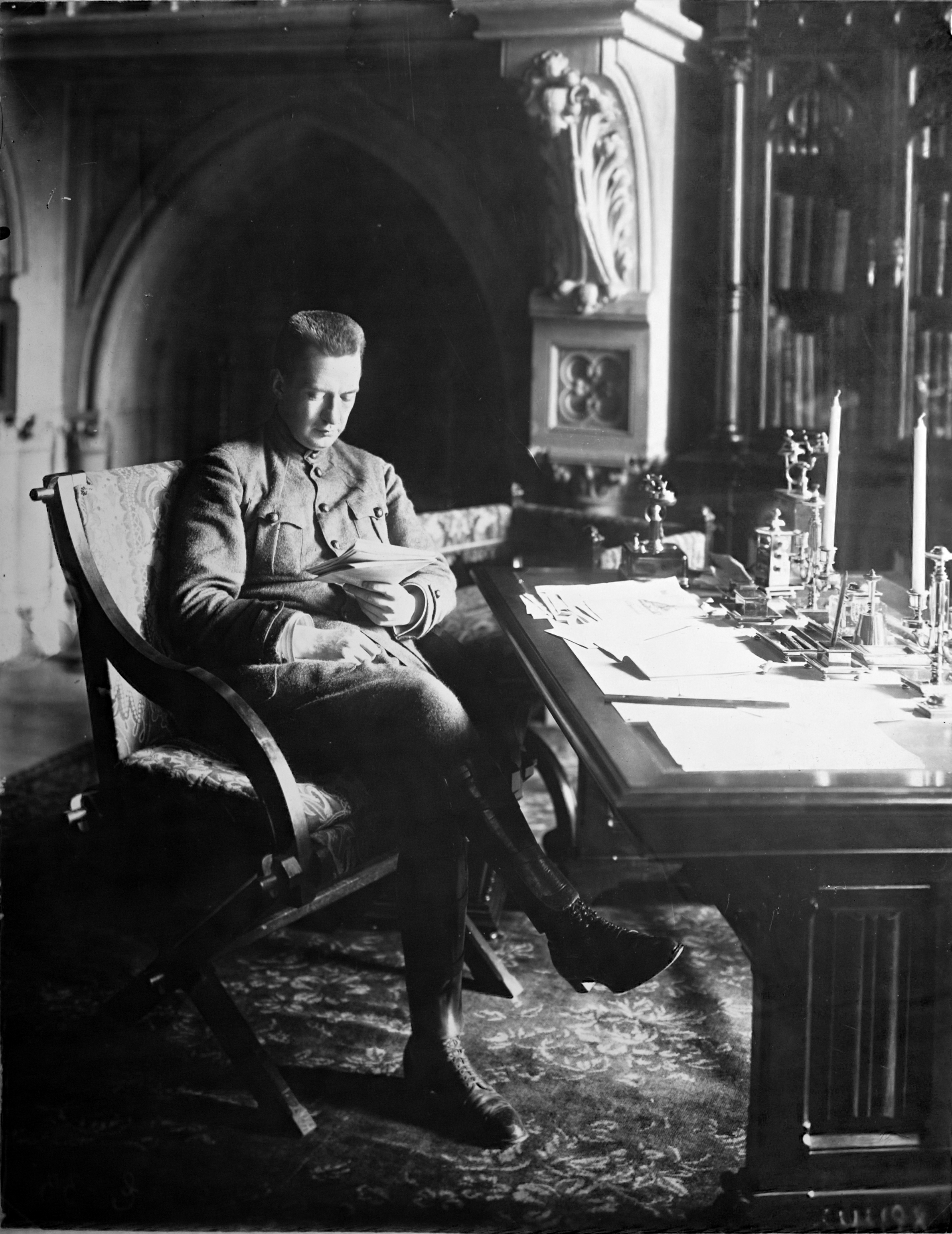
Керенский в своём кабинете в Зимнем дворце

Несмотря на то, что Керенский любил находится в центре внимания, его портретов из-за исторической неоднозначности его фигуры осталось не так уж и много. В настоящее время известны три портрета, написанные Репиным и его любимым учеником Исааком Бродским летом 1917 года, когда Керенский был председателем правительства и верховным главнокомандующим. Факт создания портретов зафиксировал Владимир Маяковский в своей поэме «Хорошо!», насмешливо сравнив Керенского с Наполеоном: «Глаза у него бонапартьи и цвета защитного френч»; и добавив: «Пришит к истории, пронумерован и скреплен,/и его рисуют — и Бродский и Репин». Во время работы над портретом Репин попал под обаяние нового правителя России, он был, по определению искусствоведа А. С. Епишина, просто одержим Керенским, восхищался его человеческими и политическими качествами, а однажды написал в письме скульптору Михаилу Оленину: «Какая сложная, гениальная натура. Вот человек родился Наполеоном; какой это талант, какая энергия! И до чего он всегда неожиданно оригинален; а вообще прост и добр, как отмеченный Божием перстом…». После июльского подавления большевистского восстания Керенский вошёл во вкус власти — переехал в Зимний дворец, поселился в покоях императора Александра III, ездил в царском поезде, работал за гигантским письменным столом российских императоров. В Адмиралтействе, в библиотеке Николая II в Зимнем дворце, где проводило свои заседания правительство, Репин акварелью и цветными карандашами зарисовывал в свой альбом образ Керенского.

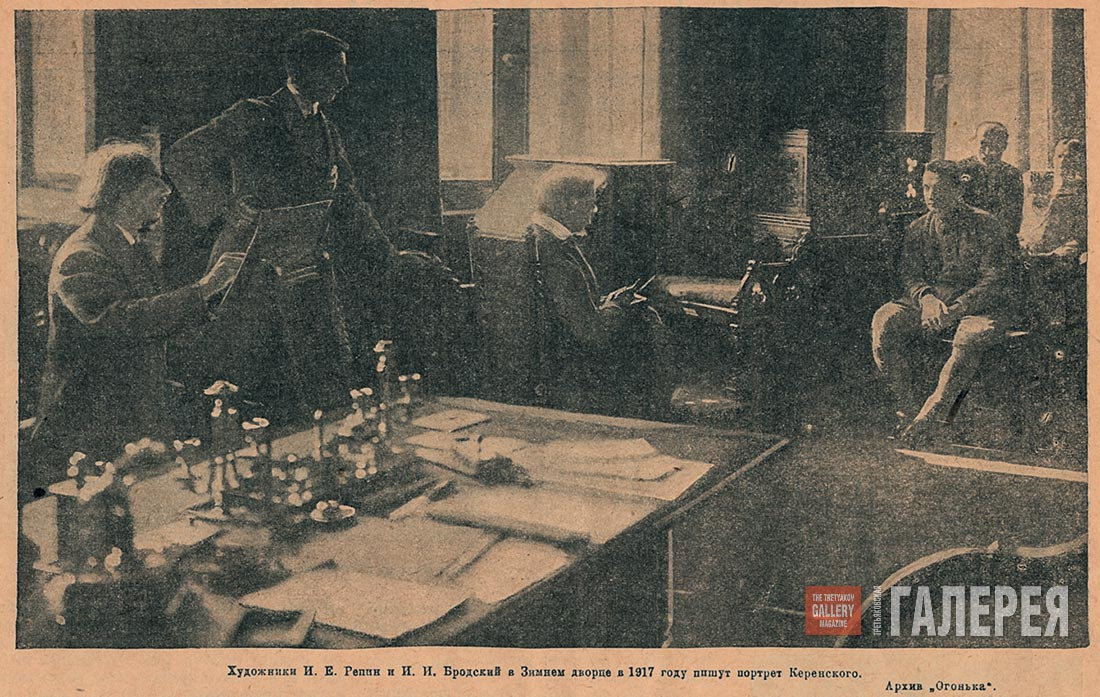
Репин и Бродский пишут портреты Керенского

Над портретом Керенского, ставшим плодом посещений кабинетов Временного правительства, Репин работал в июле и октябре 1917 года. Впоследствии Репин просто и буднично рассказал советским художникам, приехавшим в его «Пенаты», что «портрет Керенского написан с этюда с натуры в кабинете Николая Второго. Писали вместе с Бродским… Как Керенский сел в кресло, освещенное солнцем, так я его и написал». Бродский в своих мемуарах рассказал об этом подробнее: «В 1917 году, после Февральской революции, когда на поверхность всплыл Керенский, Репин, подогретый газетами, превозносившими этого „героя“, захотел написать его портрет. Не помню через кого, мне удалось получить согласие Керенского позировать Репину, и заодно он разрешил писать и мне. Адъютанты Керенского доставили нас к нему в кабинет, в котором раньше находилась библиотека Николая II. Мы приступили к работе: Репин писал с него небольшой этюд в ручном ящике, а я рисовал углем. […] Наш сеанс происходил за месяц до Октябрьского восстания. Керенскому было уже не до нас. Мой рисунок остался во дворце и там пропал. Репин по своему этюду сделал большой портрет Керенского». Позирование Керенского в кабинете Николая II в Зимнем дворце имело очевидный политический подтекст; восседая в кресле свергнутого императора, новый правитель России подтверждал тем самым свой высокий статус. В связи с этим Репин заметил, что Керенский «имел славу почти императора, а оказался таким ничтожеством. Ведь он был самозванец, как Гришка Отрепьев».

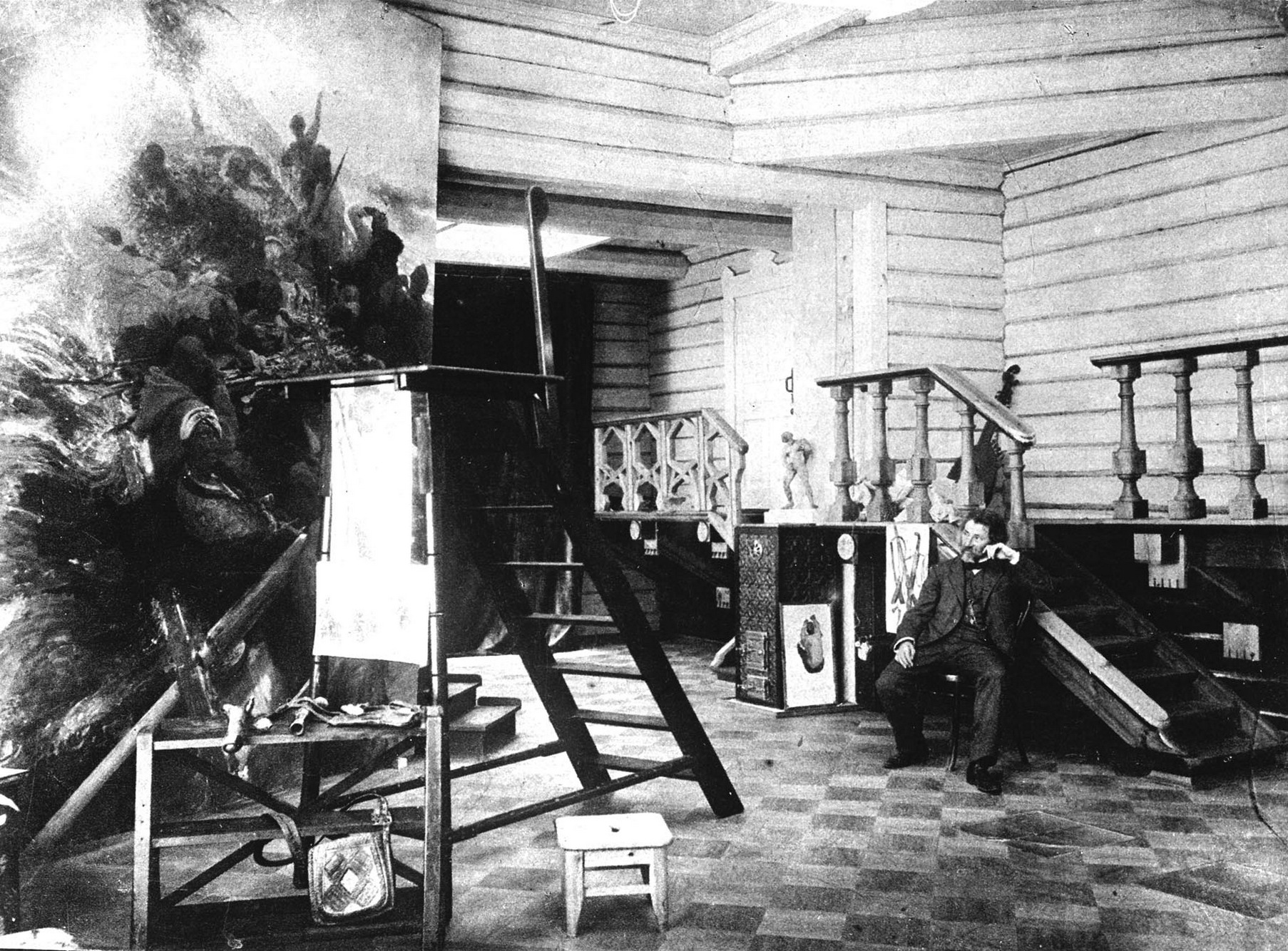
Мастерская Репина в «Пенатах»

Репин и Бродский заканчивали работу над портретами по отдельности в своих мастерских уже в 1918 году, когда Керенский потерял всю свою власть в результате Октябрьской революции. В своих «Пенатах» до конца октября Репин работал над первым портретом, а затем написал и второй портрет Керенского, наряду с портретом посла Великобритании Джорджа Бьюкенена. Примечательно, что художник поначалу не заметил того, что произошла новая революция, так как упорно работал — Керенского он писал в несколько приёмов. Ещё до неё к Репину в Куоккалу ездил Корней Чуковский, которому тот показывал портрет Керенского. В дневниковой записи от 4 октября 1917 года Чуковский отмечает: «Керенский тускло глядит с тускло написанного зализанного коричневого портрета, но на волосах у него безвкуснейший и претенциознейший зайчик. — Так и нужно! — объясняет Репин — тут не монументальный портрет, а случайный, случайного человека… Правда, гениального человека […] Перед Керенским он преклоняется […]». Впоследствии в Куоккале Репин заявлял, что не любил Керенского, так как сразу увидел в нём «самозванца от социализма».

## Композиция

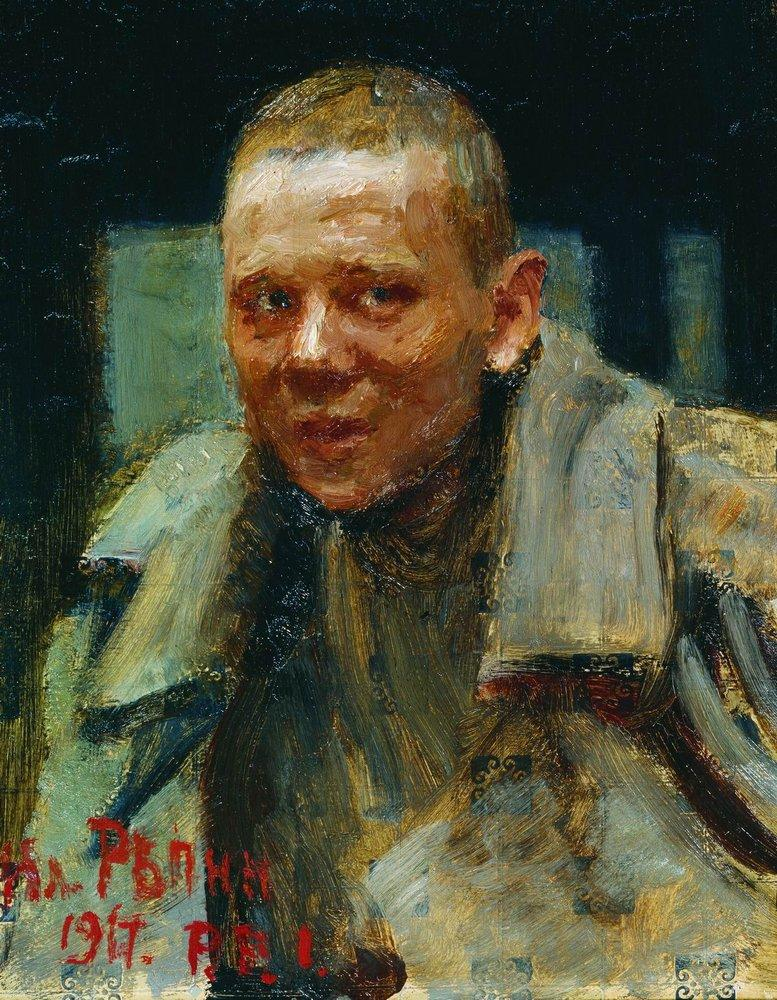
«Дезертир», Репин

Первый (114×84 см) и второй (116×85 см) портреты Керенского были написаны маслом по линолеуму. Репин, в целом не чуравшийся экспериментов в живописи, как технических, так и художественных, в том же 1917 году написал «линолеумный» портрет-образ самой революции под названием «Дезертир» (Витебский художественный музей). Оба портрета Керенского отличаются свободной и стихийной манерой письма, по оценкам критиков граничащей с импрессионизмом или даже с экспрессионизмом (с обращением к которому, по словам Г. И. Ревзина, Репин запоздал лет на десять по сравнению со многими своими современниками). Создавал их Репин, вероятно, одновременно, меняя ракурс и освещение, что свидетельствует о том, что художник не изменил прежнему совершенству живописной техники и мастерству колориста. Фигура Керенского, как это описывает А. С. Епишин, «погружена в исключительную световоздушную среду», из которой её выхватывают отдельные пятна света, контрастирующие с затенёнными участками. Композиция портретов подчёркивает неудобство позы портретируемого и, по оценке искусствоведов, представляют чистосердечную и правдоподобную психологическую характеристику Керенского, коротко и безошибочно данную Репиным как портретистом с опытом многих лет творческой работы. Их тональное решение камерно, почти интимно, что не позволяет считать их официальными или парадными. Репин написал Керенского как дряблого, желчного, серого, опустошенного человека, неврастеника. Будучи мастером раскрытия психологического состояния портретируемого, самого его существа, специфики поз, жестов и мимики, Репин наводит зрителя на мысль, что Керенский таким и был на самом деле.

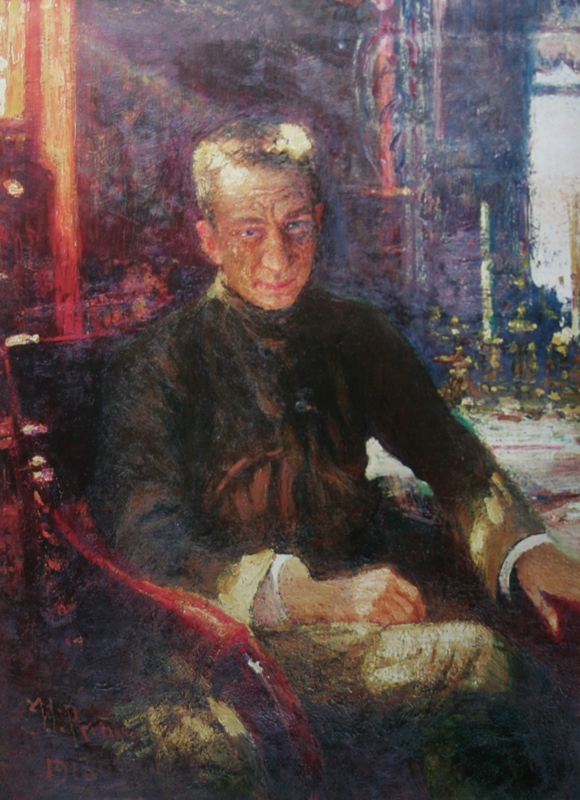
Первый портрет Репина

В первом портрете Керенский по колено изображён вполоборота сидящим в резном кресле, из которого он кажется прямо сейчас вскочит. Керенский слегка наклонил голову в лукавой полуулыбке и смотрит на зрителя пронизывающе-острым взглядом. От лица Керенского исходит умиротворённость и усталость одновременно, он как будто не выспался, и между тем он расслаблен — это всё никак не вяжется с его реальной жизнью, жизнью главы правительства революционной России, взвалившего на себя все тяготы управления юной республикой и не справляющегося с этой ношей. Композиционно портрет небрежен и даже выглядит незаконченным; это вероятно вызвано тем, что Репин в последние годы жизни мог писать лишь левой кистью. Голова велика относительно торса, тело выглядит суховато, по-детски; кисти рук непропорциональны и торчат из наскоро закатанных разрезных манжет френча военного покроя и защитного цвета, будто малого для Керенского. Точность деталей не лишает эту работу несколько карикатурной силы, а фигуру самого Керенского — мощи новой «исторической персоны».
Второй портрет кажется более композиционно продуманным и законченным в художественном плане. Свет падает теперь не на лицо, а на нервные суховатые руки, на одной из которых надета чёрная перчатка, что тонко акцентирует внимание на таинственной личности Керенского. Колористическое решение исполнено в глубоких и приглушённых бутылочно-зеленых, багровых, коричневых тонах, а свет, наоборот, кажется белёсым в сочетании с мутными, пыльными окнами, через которые он едва струится в кабинет, создавая атмосферу интимности. По словам самого Репина, приведённым в 1926 году А. В. Григорьевым, солнечный свет олицетворяет радость, а Керенский — тёмные силы. Фигура Керенского, отличающаяся скульптурной вылепленностью, как бы напирает на зрителя, одновременно кажась отталкивающей и привлекательной: лицо, изображённое в фас, застыло в туманной полуулыбке, светящийся в полумраке взгляд рассеянно блуждает, как у кокаиниста. Примечательно, что политически оппоненты Керенского упоминали о «зеленоватом оттенке» его внешности, намекая на возможную алкогольную, морфийную или кокаиновую зависимость.

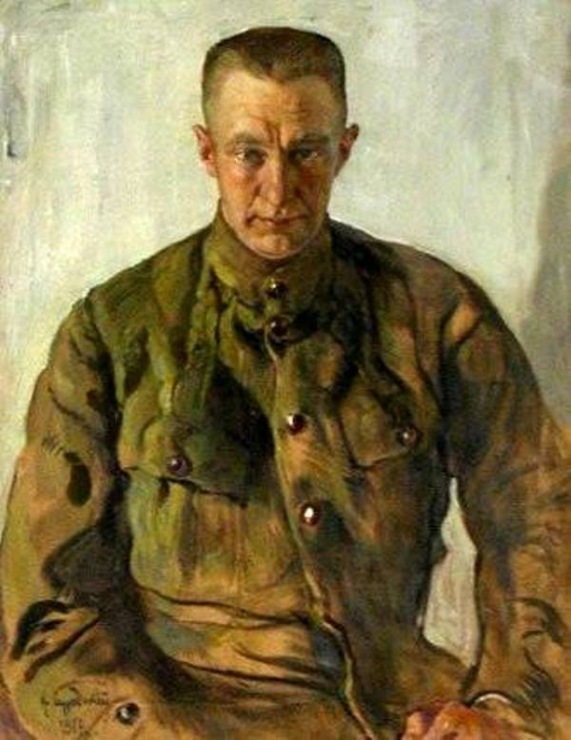
Портрет Бродского

В отличие от работ Репина, портрет, написанный Бродским, являет зрителю в лице Керенского прямое и бесстрастное видение однозначного героя, народного лидера, политического вождя, способного проявить большую волю и энергию для свершения чуда, которого так ждала Россия. Керенский, крупный, атлетически сложенный мужчина выглядит решительным и уверенным в себе, он пронзительно смотрит оценивающим взглядом своих холодных глаз на зрителя, над которым буквально нависает в угрожающей позе, во многом из-за того, что тело и плечи его непропорционально крупны по сравнению с головой, в чём портрет Бродского противостоит работе Репина. Здесь художник, будущий автор пафосных портретов Ленина, предельно графичен и скрупулёзно натуралистичен, он совершенно отверг красочно-декоративную палитру, содержавшуюся в его прежних, дореволюционных портретах: фигура Керенского выглядит рельефной и выступает из белого цвета стены, на картине нет никаких «репинских» царских покоев, ни резного кресла, ни причудливой игры света. Бродский, по оценке А. С. Епишина, запечатлел игру актёра в вождя, которым Керенский в действительности не был, в то время как Репин, скорее, разоблачил его. Все портреты Репина рисуют не его собственный «восторг», а самого Керенского во всей его противоречивости.

## Судьба
После установления советской власти и провозглашения независимости Финляндии в конце 1917 года, Репин остался без гражданства и решил пожить по нансеновскому паспорту в своей усадьбе «Пенаты» в Куоккале. Его состояние и имущество были национализированы, а самые известные работы остались в Советском Союзе, где стали использоваться в пропаганде и толковаться как идеальные примеры социалистического реализма, в то время как некоторые неудобные произведения, такие как «Большевики», просто замалчивались. В 1926 году к Репину в Куоккалу приехали советские художники Евгений Кацман, Павел Радимов и Александр Григорьев, которых Репин лично не знал, а также сам Бродский. По воспоминаниям Григорьева, в Наркомпросе им выдали деньги на приобретение произведений Репина, однако он не уступал им ни одну из своих работ, и в конце концов после долгих препирательств, поставив на мольберт вытащенное из угла полотно, сказал: «Вот лучше я вам уступлю портрет Керенского». Это предложение удивило советских художников, однако они решили от него не отказываться, так как Репин, как вспоминал Григорьев, повернул портрет к свету и тот поразил визитёров «остротой характера и темпераментной живописью». Так Репин передал первый вариант портрета Керенского в дар Музею Революции. Примечательно, что решение о создании данного музея в здании Английского клуба с подачи комиссара Временного правительства в Москве Николая Кишкина утвердил сам Керенский, о чём Репин, возможно, знал.

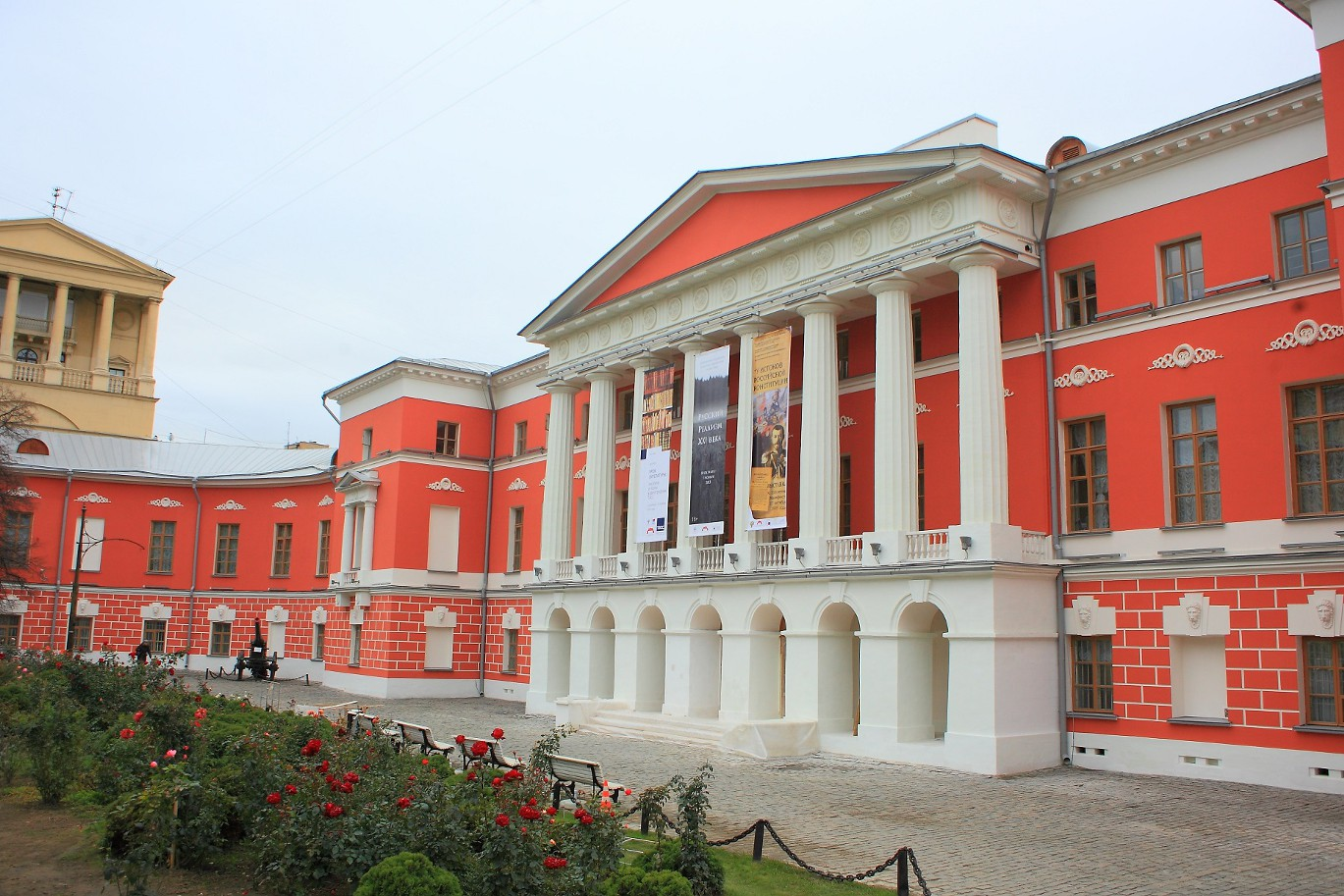
Государственный центральный музей современной истории России, наши дни

В 1926 году портрет Керенского экспонировался на VIII выставке Ассоциации художников революционной России и выставке Музея Революции «Русская революция в изобразительном искусстве», пользуясь интересом у публики и прессы; в частности в журнале «Огонёк» он был назван «собирательным образом „керенщины“», то есть проигравшей буржуазной интеллигенции. После выставок портрет был передан в «спецхран», и о его существовании практически забыли, пока в 1935 году не был составлен «акт на списание», а фактически на уничтожение с формулировкой «как не имеющий художественной ценности». Музейные работники спасли портрет, сняв его с подрамников и положив между другими холстами в «спецхране», где он пролежал до «перестройки» и открытия архивов. В 1992 году портрет был отреставрирован и сразу же выставлен на экспозиции «Лица эпохи. 1917—1985», побывав впоследствии на многих других выставках. В Центральном Музее Революции СССР, в 1998 году переименованном в Государственный центральный музей современной истории России, портрет хранится до настоящего времени, оставаясь практически неизвестным широкой публике. Ввиду деформации линолеума портрет в 2002 году подвергся глубокой реставрации, во время которой были проведены выравнивание, чистка и укрепление красочного слоя, а также изготовлена специальная рама. В фондах Государственного центрального музея современной истории России хранится и портрет Керенского кисти Бродского. Второй портрет работы Репина некоторое время был частью коллекции изобразительных материалов архива А. Ф. Керенского в Центре гуманитарных исследований Техасского университета, затем был выставлен на антикварный рынок, а сейчас хранится в частной коллекции в России.
В 2017 году, в год столетия революции, первый портрет Репина и портрет Бродского экспонировались на выставке «Некто 1917» в Новой Третьяковке на Крымском Валу.

## Комментарии
1. ↑  Керенский часто позировал на публике для фотографов и художников, причём в военном кителе, несмотря на то, что даже не служил в армии[3].